# بوينغ 7جيه7
بوينغ 7جيه7 (بالإنجليزية: Boeing 7J7)‏ كان مشروع مقترح من شركة بوينغ لصناعة الطائرات التجارية الأمريكية في عقد 1980، لبناء لطائرة رحلات بمدى قصير إلى متوسط، مع سعة مقعدية تصل إلى 150 راكبا، كان الطائرة المقترحة توصف بأنه خليفة الطائرة الناجحة بوينغ 727. وكان من المقرر في البداية أن تدخل الخدمة في 1992. وكان القصد من هذا كطائرة للغاية كفاءة في استهلاك الوقود توظيف التكنولوجيات الجديدة، لكنه ألغيت عندما انخفض سعر النفط خلال عقد 1980.